# Association sportive et culturelle de La Possession
Association Sportive et Culturelle de la Possession
L'Association Sportive et Culturelle de La Possession  est un club réunionnais de football basé à La Possession.

## Histoire
En 2008, à la suite de la relégation du club en super D2, le club de l'US fusionne avec l'AJS Possession pour former l'AS Possession. En 2010, elle est championne de D2R et accède à la D1P.
En 2011, Fred Bachelier prend les commandes de l'équipe et parvient à mené la Possession en demi-finales des deux coupes et à maintenir le club en D1P grâce à une victoire lors de la dernière journée.
En 2012, lors de la troisième journée du championnat Fred Bachelier est démis de ses fonctions malgré la victoire du club contre le Saint-Denis FC et a été remplacé par Patrice Ségura.

## Palmarès
- Championnat de La Réunion
- Champion de D2R (2010)
- Champion de D2R (2014)
- Demi-finaliste coupe de france (2011)
- Demi-finaliste coupe de la réunion (2011)
- Demi-finaliste coupe de la réunion (2013)